# Descubrimiento de Urano

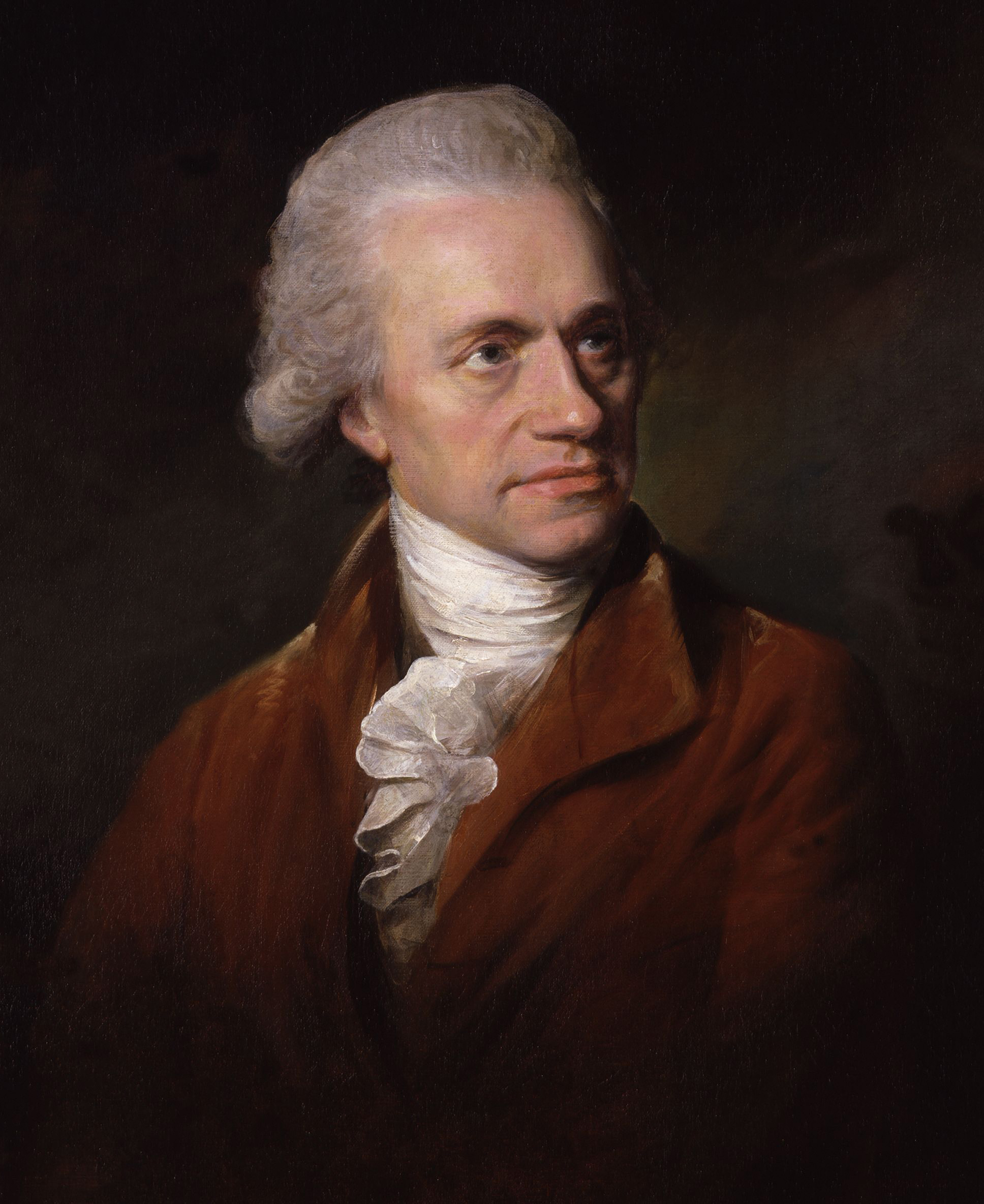
William Herschel, descubridor de Urano

El descubrimiento de Urano es el acontecimiento histórico por el cual se identifica a Urano y se lo reconoce como planeta. Aunque puede llegar a ser visible al ojo desnudo como los cinco planetas clásicos, nunca fue reconocido como planeta por los observadores antiguos debido a su oscuridad y órbita lenta. Sir William Herschel anunció su descubrimiento el 13 de marzo de 1781.

## Observaciones previas al descubrimiento
Urano ya se había observado en muchas ocasiones antes de su descubrimiento como planeta, pero generalmente se había confundido con una estrella. La observación más antigua de la que se tiene referencia data de 1690 cuando John Flamsteed observó el planeta al menos seis veces, catalogándolo como «34 Tauri». El astrónomo francés Pierre Charles Le Monnier, observó a Urano al menos en doce ocasiones entre 1750 y el 1769, e incluso en cuatro noches consecutivas. Para el año 1738 el astrónomo inglés John Bevis dibujó al planeta Urano como tres estrellas en posiciones sucesivas, en su atlas «Uranographia Britannica», dichas observaciones fueron hechas entre los meses de mayo y julio de 1738, sin embargo Bevis no detectó los rasgos de planeta. A raíz de las distintas observaciones hechas a estas fechas se les conoce en la Astronomía como la era de los predescubrimientos.

## Descubrimiento
Sir William Herschel observó el planeta el 13 de marzo de 1781 mientras estaba en el jardín de su casa ubicada en 19 New King Street en el pueblo de Bath (Condado de Somerset), aunque en un principio (el 26 de abril de 1781) reportó que se trataba de un «cometa». Herschel «se dedicó a hacer una serie de observaciones sobre la paralaje de las estrellas fijas», utilizando un telescopio diseñado por él mismo. Inicialmente se le acuñó el nombre de «Georgium Sidus» (la estrella de Jorge) en honor al rey que acababa de perder las colonias británicas en América, pero había ganado una estrella. Es, de hecho, el único planeta cuyo nombre se deriva de una figura de la mitología griega (su homólogo romano es Caelus). Hacia 1827, Urano era el nombre más utilizado para el planeta incluso en Gran Bretaña.
Escribió en su diario «En el cuartil cerca de ζ Tauri […] o bien [una] estrella nebulosa o quizá un cometa». El 17 de marzo escribió, «Busqué el cometa o estrella nebulosa y he descubierto que es un cometa puesto que ha cambiado de lugar». Cuando presentó su descubrimiento en la Royal Society, continuó afirmando que había descubierto un cometa a la vez que lo comparaba implícitamente con un planeta:

El aumento que tenía puesto cuando vi por primera vez el planeta era de 227. Por mi experiencia sé que los diámetros de las estrellas fijas no se magnifican proporcionalmente en aumentos mayores, como hacen los planetas, por tanto ahora coloco los aumentos de 460 y 932, y creo que el diámetro del cometa ha incrementado en proporción a los aumentos, como debería ser suponiendo que no se tratase de una estrella fija, mientras que los diámetros de las estrellas con las que la he comparado no han incrementado con la misma proporción. Además, como el cometa estaba aumentado mucho más de lo que daba su luz, aparecía borroso y poco definido con esta magnificación, mientras que las estrellas conservaban el lustre y definición que sabía de muchos miles de observaciones que conservarían. Los acontecimientos posteriores han mostrado que mis suposiciones eran bien fundadas, demostrando que es el cometa que hemos observado últimamente.

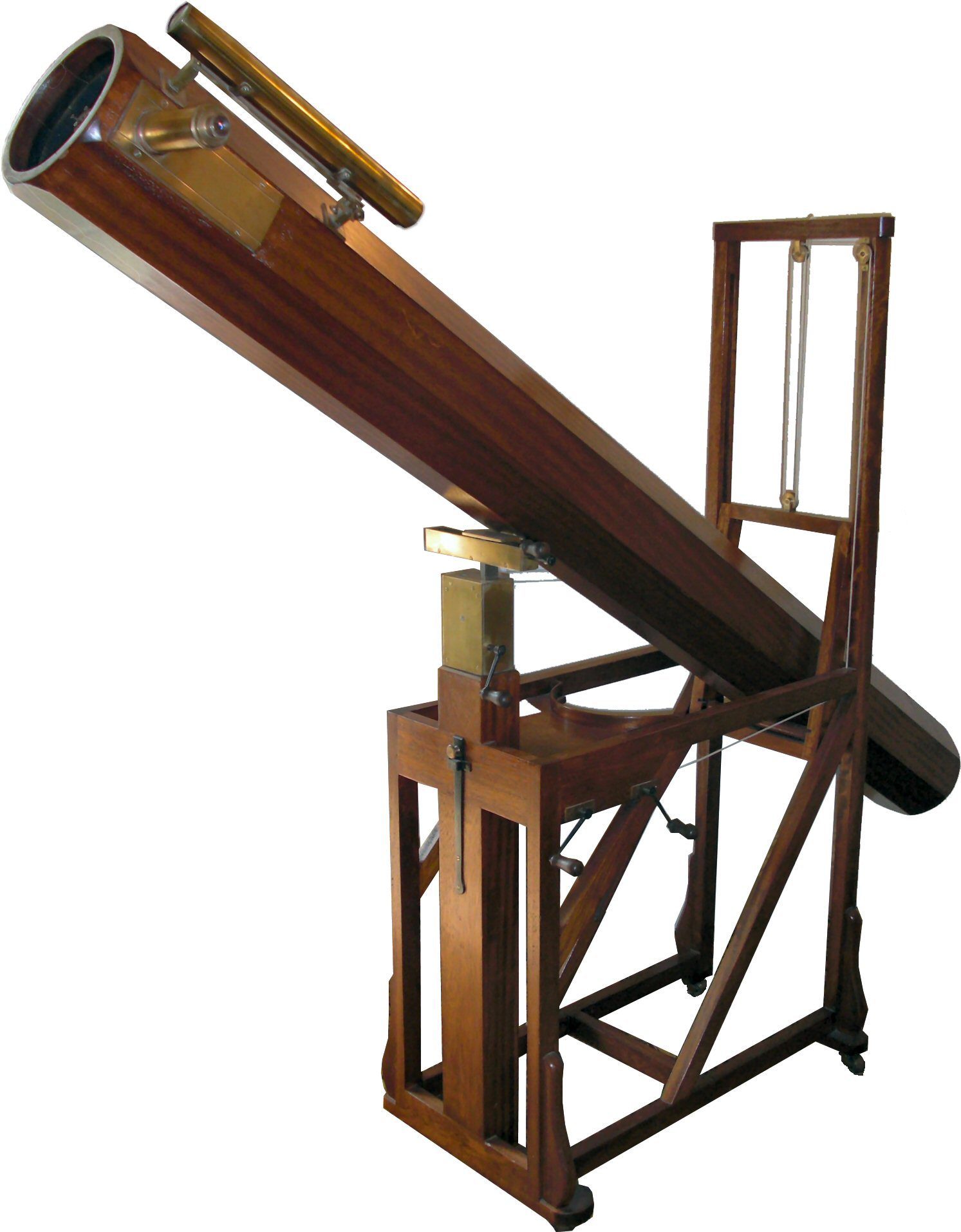
Réplica del telescopio usado por Herschel para descubrir Urano

Herschel notificó su descubrimiento a Nevil Maskelyne que, desconcertado, le respondió el 23 de abril: «No sé cómo llamarlo. Es igual de posible que sea un planeta regular moviéndose en una órbita casi circular alrededor del sol como un cometa moviéndose en una elipsis muy excéntrica. Todavía no le he visto ninguna cola».
Mientras que Herschel continuaba describiendo prudentemente su nuevo objeto como cometa, otros astrónomos ya habían empezado a sospechar que no lo era. El astrónomo ruso Anders Johan Lexell estimó que su distancia era 18 veces la distancia entre el Sol y la Tierra, y no se había observado ningún cometa con un perihelio que llegara a cuatro veces la distancia Sol-Tierra. El astrónomo berlinés Johann Elert Bode describió el descubrimiento de Herschel como «una estrella móvil que podría ser un objeto parecido a un planeta desconocido hasta ahora, que circula más allá de la órbita de Saturno». Bode concluyó que su órbita prácticamente circular era más propia de un planeta que de un cometa.
Pronto se aceptó universalmente la idea de que el nuevo objeto era en sí un nuevo planeta. En 1783, el mismo Herschel reconoció este hecho al presidente de la Royal Society Joseph Banks: «Según la observación de los astrónomos más eminentes de Europa parece que la nueva estrella, que yo tuve el honor de señalarles el marzo de 1781, es un Planeta Primario de nuestro Sistema Solar». En reconocimiento a su contribución, el rey Jorge III concedió a Herschel una renta anual de doscientas libras a condición de que se trasladara a Windsor para que la familia real tuviese la posibilidad de mirar el planeta a través de sus telescopios.

### Repercusiones
El descubrimiento de Urano supuso una revolución en la astronomía del siglo XVIII ya que ampliaba de los límites conocidos del Sistema Solar por primera vez en la historia. Urano fue el primer planeta en ser descubierto con un telescopio.

## Nombre
Maskelyne pidió a Herschel «que hiciera el favor a toda la comunidad astronómica de llamar su planeta, que es completamente vuestro, por el descubrimiento del que estamos en deuda con usted». En respuesta a la petición de Maskelyne, Herschel decidió nombrar el objeto «Georgium Sidus» (la estrella de Jorge) en honor a su nuevo patrocinador, el rey Jorge III. Explicó su decisión en una carta a Joseph Banks:

En las fabulosas épocas de los tiempos antiguos los nombres de Mercurio, Venus, Marte, Júpiter y Saturno fueron los nombres para los Planetas, porque eran los nombres de sus héroes y divinidades principales. En la era actual, una más filosófica, apenas sería permisible recurrir al mismo método y llamarlo Juno, Palas, Apolo o Minerva al nuevo cuerpo celestial. La primera consideración de cualquier evento concreto, o incidencia notable, parece ser su cronología: si en cualquier tiempo futuro se pidiera, ¿cuándo se descubrió este último Planeta? La respuesta más satisfactoria sería decir, 'Durante el reinado del Rey Jorge tercero'.

Urano fotografiado por la sonda Voyager.

Sin embargo, el nombre no perduró más allá de Gran Bretaña. Lalande, un astrónomo francés, propuso llamarlo Herschel en honor a su descubridor; el astrónomo sueco Erik Prosperin, por su parte, propuso el nombre de «Neptuno» para el nuevo planeta descubierto, algo que secundaron muchos de sus colegas con la idea de conmemorar a la Marina Real Británica en el curso de la revolución estadounidense llamando al nuevo planeta «Neptuno Jorge III» o «Neptuno de Gran Bretaña». Finalmente fue el astrónomo alemán Johann Elert Bode quien acuñó y optó por la versión latinizada del dios del cielo de la mitología griega «Urano», padre de Crono (cuyo equivalente romano daba nombre a Saturno), aduciendo que ya que Saturno era el padre de Júpiter, lo más lógico era que el nuevo planeta tomara nombre a su vez del padre de Saturno. En 1789, Martin Klaproth, amigo de Bode de la Academia Francesa de las Ciencias, llamó el elemento que había descubierto hacía poco «uranio», a favor de la opción de Bode. Finalmente se optó por «Urano», sin embargo, el HM Nautical Almanac siguió listándolo como «Georgium Sidus» hasta el año 1850.

## Nomenclatura
Urano es el único planeta cuyo nombre deriva tanto de un personaje de la mitología griega como de la mitología romana; del griego «Οὐρανός» y latinizándose como «Ūranus». El adjetivo de Urano es «Uraniano». El símbolo astronómico de Urano se representa como . Es un híbrido entre los símbolos del planeta Marte y el Sol, puesto que Urano era dios y personificación misma del cielo en la mitología griega, el cual creían dominado por los poderes combinados del Sol y de Marte. El símbolo astrológico, sin embargo es , sugerido por Lalande en 1784. En una carta a Herschel, Lalande lo describía como «un globe surmonté par la première lettre de votre nom» («un globo coronado por la primera letra de su apellido»). En las lenguas de China, Vietnam, Japón y Corea la traducción literal del nombre del planeta es «la estrella reina del cielo» (天王星) en japonés y chino.